# Sülzenberg (Treffurt)
Der Sülzenberg ist ein teilweise bewaldeter Berg der Falkener Platte im (Nord-)Westen Thüringens. Er liegt im Gebiet der Stadt Treffurt im nordwestlichen Teil des Wartburgkreises. Die steil zum Werratal abfallende Südseite diente als Weideland und im unteren Teil auch als Ackerland.
Der Berg besteht aus Muschelkalk, der aber nur an wenigen Stellen zu Tage tritt, er hat eine Gipfelhöhe von 362 m ü. HN und zählt zum Naturpark Eichsfeld-Hainich-Werratal. Auf dem Gipfelplateau und am Osthang wurden in den 1930er Jahren archäologische Untersuchungen durch den Treffurter Pfarrer August Höppner vorgenommen.